# 須坂警察署
須坂警察署（すざかけいさつしょ）は、長野県警察が管轄する警察署の一つである。

## 所在地
- 〒382-0911 長野県須坂市大字須坂1725-1

## 管轄区域
- 長野県
  - 須坂市
  - 上高井郡
    - 小布施町
    - 高山村

## 交番
- 横町中央交番（須坂市）
- 幸高南部交番（須坂市）
- 小布施町交番（小布施町）

## 駐在所
- 高山村警察官駐在所（高山村）